# Vesterborg Seminarium
Vesterborg Seminarium var et lærerseminarium i Vesterborg på Lolland 1801-1832. Det var Danmarks første præstegårdsseminarium og Lollands første seminarium, havde elever fra det meste af kongeriget og blev et forbillede for grundlæggelsen af en række andre præstegårdsseminarier i Danmark.

## Historie
Seminariet blev oprettet i 1801 i Vesterborg på Lolland af den daværende sognepræst, senere biskop P.O. Boisen. På det tidspunkt var den almindelige skolegang ved at blive indført i Danmark, og der var behov for lærere. Grev C.D.F. Reventlow på Pederstrup, som lå i Vesterborg Sogn, var optaget af skolesagen og ville gerne opføre en række skoler på sit gods, men manglede lærere. Landets første seminarium, Blågård Seminarium, var blevet oprettet i København i 1791, men seminaristerne herfra havde fået ry som "vantro og hovmodige". Boisen oprettede derfor et alternativt uddannelsessted, hvor de studerende skulle lære at blive en "fornuftig Bonde iblandt Bønder". Seminarieeleverne skulle bo på bondegårdene i nærheden og hjælpe til i arbejdet der, og hver elev fik også et lille stykke af præstegårdshaven at dyrke køkkenhave på, så de senere kunne være foregangsmænd på det punkt i lokalområdet. Der blev undervist i mange fag, blandt andet historie og musik, for der skulle være noget for både hjertet og forstanden. Seminariet mindede på flere måder om de senere folkehøjskoler.
Da Boisen blev opfordret til at blive biskop i Lolland-Falsters Stift, sagde han ja på betingelse af, at han kunne få lov til at blive boende i præstegården i Vesterborg og dermed drive seminariet videre. Derfor blev den vestlollandske præstegård bispesæde i en årrække. Boisen var seminarieforstander i 29 år. Da seminariet lukkede i 1832, året efter Boisens død, var der en række andre steder i landet blevet grundlagt tilsvarende præstegårdsseminarier med Vesterborg som forbillede. I alt tog 305 personer deres lærereksamen fra seminariet (de 23 som privatister). Ifølge en senere optælling var der blandt eleverne udover lollikker bl.a. mange, der kom fra Falster (38 stk.), Jylland (25), Sjælland (30), Als (22) og hele 66 fra Slesvig-Holsten og Femern. De fleste af de lærere, der i 1800-tallet kom til at stå for skolegangen på Lolland og Falster, var uddannet fra Vesterborg Seminarium. Ud af 152 skolelærere, der i 1832 var ansat på Lolland-Falster, var de 117 således udgået fra Vesterborg.